# Andy Prieboy
Andy Prieboy (* 17. April 1955 in Los Angeles, Kalifornien) ist ein US-amerikanischer Musiker, Autor und ehemaliger Leichenhallenwächter.

## Leben
Prieboy wurde in Los Angeles geboren und wuchs in Indiana auf. Zu Beginn seiner Karriere ersetzte er 1983 Stan Ridgway als Leadsänger der Band Wall of Voodoo. Seven Days In Sammystown war 1986 das erste Wall of Voodoo-Album mit Prieboy. Es folgte 1987 die Platte Happy Planet und ein Jahr später das Live-Album The Ugly Americans In Australia, ehe die Gruppe sich auflöste.
Im Anschluss unterschrieb Prieboy bei MCA Music Publishing einen Vertrag als Songwriter. Er begann, an seinem ersten Solo-Album Upon My Wicked Son zu arbeiten, das 1990 erschien. Dieses enthielt das Lied Tomorrow Wendy, in dem es um eine Frau geht, die an AIDS stirbt. Prieboy sang das Stück im Duett mit Johnette Napolitano, deren Band Concrete Blonde den Song auch auf ihrem Album Bloodletting veröffentlichte. Die Gruppe System Syn produzierte in den frühen 2000er Jahren eine Coverversion. Linda Ronstadt und Emmylou Harris interpretierten zudem seinen Song Loving the Highway Man aus dem gleichen Album. 1991 veröffentlichte Prieboy die EP Montezuma Was a Man of Faith, 1995 kam sein zweites Soloalbum Sins of Our Fathers heraus.
Von Mitte bis Ende der 1990er Jahre spielte Prieboy im Club Largo (Los Angeles) mit Rita D’Albert in dem Musical White Trash Wins Lotto. Dieses handelte vom Aufstieg und Fall eines Axl Rose sehr ähnlichen Charakters. Das Stück wurde auch im Roxy Theatre auf dem Sunset Strip gezeigt. Prieboy und seine Crew führten zudem ein Medley aus White Trash in der Late-Night-Show von Conan O’Brien auf.
Andy Prieboy ist auch der Co-Autor von Merrill Markoes Roman The Psycho Ex Game, der auf seinem Song Psycho Ex basiert.
Prieboys Coverversion des Canned-Heat-Klassikers On the Road Again (veröffentlicht auf seinem ersten Album) war der Titelsong für den Chuck-Norris-Film The Hitman. Die Wall Of Voodoo-Single Far Side of Crazy wurde bereits 1986 in dem Spielfilm Head Office verwendet. Prieboys Demo für den Song Man Talk, der ebenfalls auf dem Album Upon My Wicked Son erschien, sowie andere unveröffentlichte Demos wurden 1989 in dem Film Cutting Class mit Brad Pitt und Roddy McDowall benutzt. Im Spielfilm Blood and Concrete hatte Prieboy 1991 selber einen Kurzauftritt als Musiker.
Im Jahr 2012 veröffentlichte Prieboy die Download-EP Every Lady Gets A Song auf seiner eigenen Website. Die vier Songs wurden in Zusammenarbeit mit dem ehemaligen The-Dils-Bassisten Tony Kinman und dem früheren Devo-Schlagzeuger David Kendrick aufgenommen.

## Diskografie

### Alben
- 1990: Upon My Wicked Son
- 1995: Sins of Our Fathers

### EPs
- 1991: Montezuma Was a Man of Faith